# Czarnostrząb śniady
Czarnostrząb śniady (Buteogallus schistaceus) – gatunek drapieżnego ptaka z rodziny jastrzębiowatych (Accipitridae). Występuje w północnej części Ameryki Południowej: Brazylii, Boliwii, Peru, Ekwadorze, Kolumbii, Wenezueli i Gujanie Francuskiej. Jego naturalnymi siedliskami są subtropikalne lub tropikalne bagna. Jest to gatunek monotypowy.

## Morfologia
Czarnostrząb śniady to średniej wielkości ptak o popielatym kolorze, z kontrastującymi białymi poziomymi pasami na ogonie. Klatka piersiowa jest biała z pionowymi czarnymi znaczeniami. Ma duży pomarańczowoczarny dziób oraz duże żółte oczy.
Długość ciała wynosi 41–46 cm, rozpiętość skrzydeł 85–96 cm, zaś masa ciała jednej zważonej samicy wynosiła 455 g.

## Środowisko
Zamieszkuje tereny dorzecza Amazonki, regionu Orinoko oraz Gujany Francuskiej. Poluje wzdłuż brzegów rzek na żaby, węże, kraby oraz małe ssaki. Głównym terenem polowań jest koryto Amazonki obejmujące 700 km. Obszar polowań obejmuje także tereny rzek Rio Negro, Madeira, Tapajós, Xingu oraz ujście rzeki Tocantins w południowo-wschodnim dorzeczu sąsiadującego systemu rzecznego Araguaia-Tocantins.

## Status
Międzynarodowa Unia Ochrony Przyrody (IUCN) uznaje czarnostrzębia śniadego za gatunek najmniejszej troski (LC – Least Concern) nieprzerwanie od 1988 roku. Liczebność światowej populacji ocenia się na kilkadziesiąt tysięcy osobników. Globalny trend liczebności populacji uznawany jest za spadkowy ze względu na wylesianie Amazonii, polowania i chwytanie w pułapki.